# Las trampas del deseo
Las trampas del deseo es una telenovela mexicana producida y distribuida por Argos Comunicación y MundoFox transmitida por Cadenatres bajo la producción de Epigmenio Ibarra, Carlos Payán y Verónica Velasco.
Protagonizada por Marimar Vega, Javier Jattin, Alejandra Ambrosi y Lourdes Reyes (esta última en un rol protagónico antagónico).

## Sinopsis
La historia enseña una realidad social inmersa en una mezcla de melodrama y suspenso psicológico-policíaco-político, cuyos temas serán tratados como son, sin maquillajes y con dosis de verdad. La historia se cuenta a través de 3 mujeres, cada una buscando satisfacer sus más profundos deseos: 
Aura ha caído en una crisis existencial tras el suicidio de su madre por lo que desea ir más allá de la muerte de su madre hacer justicia y luego suicidarse, pero lo único que podrá salvarla es el amor de Darío. 
Marina buscará hacer justicia tras la pérdida de su hermana a manos de una red de trata de blancas y terminará infiltrándose en la red patrocinada por Silvio y Gema. 
Roberta será capaz de todo para alcanzar las más altas esferas del poder llegando a escalar su más anhelado placer, ser la primera mujer en ser presidente de México.

## Elenco
- Marimar Vega - Aura Luján Velázquez
- Javier Jattin - Darío Alvarado Jáuregui
- Alejandra Ambrosi - Marina Lagos / Emilia Robaina
- Alexandra de la Mora - Lucía Salazar de Fuentes
- Diego Soldano - Silvio Galiano / Federico
- Lourdes Reyes - Roberta Jáuregui
- Carlos Torres - Cristóbal Larios / Pablo
- Adriana Parra - Mara
- Juan Ríos - Álvaro Luján
- Bianca Calderón - Patricia de Santana
- Mario Loria - Mario Santana
- Camila Ibarra - Valeria Santana
- Julia Urbini - Larissa Fuentes Salazar
- Cristina Rodlo - Rubí
- Geraldine Zinat - Gema
- Rodrigo Abed - Gerardo Alvarado
- Aldo Gallardo - Everardo
- Constantino Costas - Fausto
- Paulina Dávila - Andrea / Johanna
- Amara Villafuerte - Reneé / Susana
- Jimena Guerra - Lorena Sarquis
- Alejandro Caso - Daniel Fuentes
- Jorge Almada - Jorge Sarquis
- Irineo Álvarez - Comandante Sergio
- José Astorga - Israel
- Daniela Avendaño - Cecilia
- Héctor Berzunza - Héctor Carvajal
- Jorge Caballero - Matías
- Mar Carrera - Romina
- Luz Ofelia Muñoz Catalán - Luz
- Ángel Cerlo - Senador Hernán Lascuráin
- Maruza Cinta - Galia
- Eugennio Bartilotti
- Thanya López - Liliana Velázquez de Luján
- Carlos Athié - Jonás
- Ian Flores Basurto - Nicolás

### TV Adicto Golden Awards
| Año  | Categoría                      | Nominados                                         | Resultado |
| ---- | ------------------------------ | ------------------------------------------------- | --------- |
| 2014 | Mejor telenovela de cadenatres | Carlos Payán, Verónica Velasco y Epigmenio Ibarra | Ganadores |